# 環境犯罪
環境犯罪（かんきょうはんざい、英：Environmental crime）は、環境に関する犯罪の総称。環境に直接害を及ぼし自然環境を破壊するような犯罪を指す。
なお、似た語である「環境犯罪学」（environmental criminology）というのは、建物や地域などの「環境」の犯罪誘発要因を分析する「犯罪学」の一種であり、「環境犯罪」の学問ではない。

## 概説
かつては、環境に関する犯罪は、公害を生じさせて人の生命・身体・健康等に具体的危険を生じさせる行為を中心とした「公害犯罪」として捉えられていたが、1980年代から1990年代頃から、それらの法益に対する抽象的危険を生じさせる行為や、環境を侵害する行為自体を犯罪として捉えるようになり、環境に関する行為で刑事規制の対象となるものを「環境犯罪」と呼ぶようになった。
環境犯罪の保護法益を何と考えるかについては争いがあり、人の生命・身体・健康といった人間との関係における古典的法益を想定し、それに限定されるべきだとする見解（人間中心的法益論）や、環境自体を保護法益と考える見解（生態学的法益論）等が存在する。
環境犯罪には様々な類型が含まれるが、例えば、2023年に開催されたG7札幌 気候・エネルギー・環境大臣会合で採択されたコミュニケでは、環境犯罪として「野生生物の違法取引、木材及び木材製品、有害廃棄物やその他の廃棄物、貴金属・宝石などの鉱物の違法取引、違法採掘、違法伐採、違法・無報告・無規制（IUU）漁業に係る犯罪等」が挙げられている。
国際刑事警察機構（インターポール）のティム・モリスによると環境犯罪によって不正に得られる資金は、毎年1000億～3000億ドル（約10兆8000億～32兆4000億円）にのぼるとしている。また、ティム・モリスによると環境犯罪に関連したマネーロンダリングや汚職、金融犯罪なども発生しているとしている。
2019年6月、国際刑事警察機構は環境犯罪により中国、ケニア、ギリシャ、エスワティニからそれぞれ指名手配されている7人に対して国際手配を行った。

## 各国の環境犯罪

### 日本
日本においては、ごみの不法投棄などを禁止する「廃棄物の処理及び清掃に関する法律」「大気汚染防止法」「水質汚濁防止法」「絶滅のおそれのある野生動植物の種の保存に関する法律」など、後世に引き継ぐべき自然環境に害を与える行為を禁止する法律に反する犯罪行為が環境犯罪である。
産業廃棄物不法投棄事犯の代表である産業廃棄物事犯などや、国際的に問題な有害廃棄物の国境間移動、オゾン層破壊に繋がる物質や野生動植物などの国際的な不法取引などがこれに当てはまる。
国内において、陸上や海上における廃棄物の不法投棄事犯などは依然として割合が高い。また、動植物に関係する犯罪事例が多いのも現実である、
近年、環境犯罪への対策などは強化されつつあり、警視庁では環境汚染に繋がる不法投棄等の廃棄物事犯や野生動植物の不法取引などの取締りを強化しているほか、その犯罪行為への罰則も強化されている。

### ドイツ
ドイツでは、1980年3月28日に成立（7月1日施行）した環境犯罪対策法律（第18次刑法改正法）により、従来ばらばらに存在した環境保護に関する刑罰法規が刑法典第28章（当時）にまとめられて、環境犯罪（Straftaten gegen die Umwelt）に関する規定として導入された。ドイツ刑法典における環境犯罪は、人の生命・身体・健康といった古典的法益だけでなく、環境そのもの（「管理された環境」や「生態学的共同体利益」）も保護法益としたうえで、法益を危殆化する行為を、主に抽象的危険犯（あるいは潜在的危険犯）として構成するという考え方に立脚している。
1994年には、第2回環境犯罪対策法（第31回刑法改正法）で環境犯罪に関する規定の改正がなされ、いくつかの犯罪類型の構成要件の新設、拡張等が行われた。

### EU
EUにおいて、環境犯罪立法の効果的な取締りがされるまでの道のりは決して容易ではなかった。大きな役割を担っているのは、刑法を用いた環境保護を目的とする2008年のEU指令である環境犯罪指令である。加盟国による環境方針の違反は減少していることを示す研究もあるが、最初の指令の公布から10年以上経過した後、欧州グリーンディールの一環として、欧州委員会は、より明確な定義と、典型的な罰金と拘禁刑以外の制裁を用いた環境犯罪の取締りと訴追を目的とした新しい指令の案を提出した。